# Trompetenblumen
Die Trompetenblumen (Campsis), auch als Klettertrompeten, Jasmintrompeten, Trompetenweine oder Trompetenwinden bezeichnet, stellen eine Gattung innerhalb der Familie der Trompetenbaumgewächse (Bignoniaceae) dar. Wegen ihrer Blüten werden sie auch als Zierpflanzen kultiviert (vorwiegend Sorten und Hybriden der beiden Arten).

## Beschreibung

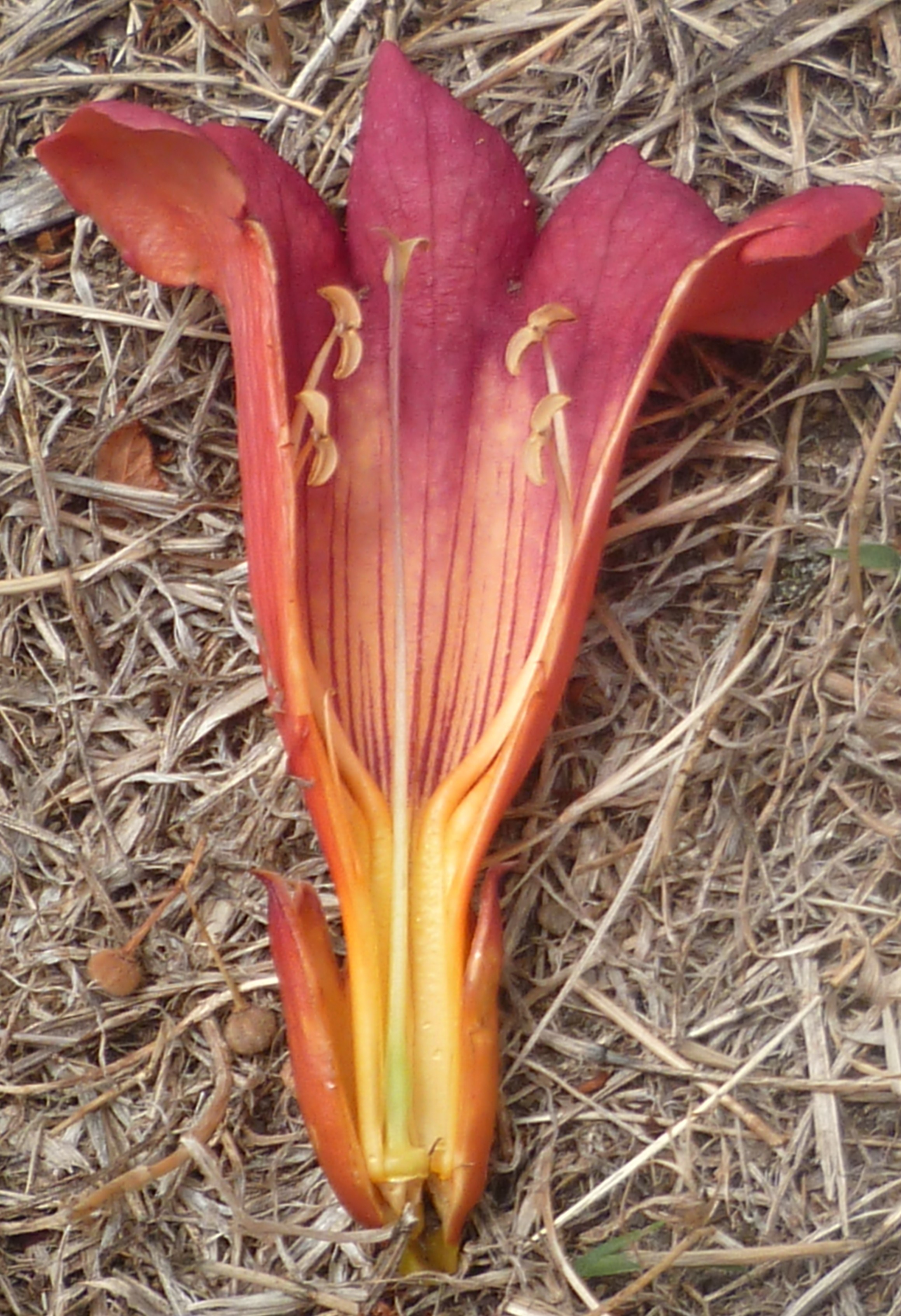
Blüte im Längsschnitt

Campsis-Arten sind laubabwerfende, verholzende Kletterpflanzen, die Haftwurzeln ausbilden. Die gegenständigen Laubblätter sind unpaarig gefiedert mit meist sieben bis elf Blättchen, die einen gesägten Blattrand besitzen.
Die Arten sind vormännlich, protandrisch. Einige Blüten sind in büschelförmigen oder rispigen, endständigen Blütenständen zusammengefasst. Die großen, zwittrigen Blüten sind schwach zygomorph. Die fünf Kelchblätter sind glockenförmig verwachsen. Die meist orange-rot gefärbten Kronblätter sind trichterförmig verwachsen. Es sind nur vier, didynamische und gebogene Staubblätter vorhanden sowie ein Staminode. Sie haben einen oberständigen, zweikammerigen Fruchtknoten und bilden, lokulizidale, längliche Kapselfrüchte mit vielen beidseits geflügelten, flachen Samen. Es ist ein Diskus vorhanden und die Narbe ist zweilappig.

## Taxonomie und Systematik
Die Gattung Campsis wurde 1790 von João de Loureiro in Flora cochinchinensis Band 2 Seite 358 und 377 erstbeschrieben. Der Gattungsname wurde nach griechisch "kampsi", das "Biegung, Krümmung" bedeutet, gebildet und bezieht sich auf die Staubblätter.   
Die beiden Arten der Gattung Campsis:
- Amerikanische Klettertrompete (Campsis radicans (L.) Seem. ex Bureau, Syn.: Bignonia radicans L., Tecoma radicans Juss.): Sie kommt ursprünglich in den zentralen und östlichen Vereinigten Staaten vor.[1]
- Chinesische Klettertrompete (Campsis grandiflora (Thunb.) K.Schum., Syn.: Bignonia grandiflora Thunb., Tecoma grandiflora (Thunb.) Loisel.): Sie kommt ursprünglich im östlichen China und in Japan vor.[1] Ihre Chromosomenzahl beträgt 2n = 40.[2]

Die nordamerikanische Art wurde bereits im 17. Jahrhundert als Ziergehölz in Europa eingeführt.
Als Zierpflanze wird heute vielfach auch die Große Klettertrompete (Campsis ×tagliabuana (Vis.) Rehder), eine Kreuzung aus beiden Arten kultiviert (tatsächlich handelt es sich hierbei um eine ganze Gruppe von Hybriden, die sich in Kletterverhalten und Frosthärte teilweise stark unterscheiden).